# 埃里茨
埃里茨是瑞士的城鎮，位於該國中西部，由伯恩州負責管轄，面積21.77平方公里，四成半土地是農業用地，海拔高度1,005米，2011年人口488，人口密度每平方公里22人。